# Садр Амели, Расул
Расул Садр Амели (перс.  رسول صدر عاملی ‎; родился в 1954 году в Исфахане) — иранский кинорежиссёр, сценарист и кинопродюсер.

## Биография
Расул Садр Амели родился в декабре 1954 г. в Исфахане. В возрасте 17 лет начал карьеру журналиста одной из центральных иранских газет. Изучал социологию в университете Монпелье во Франции. Профессиональную карьеру в кинематографе начал в 1981 году в качестве продюсера фильма "Кровавый дождь" (Khun-e Baresh).

## Фильмография
- 1982 — «Освобождение» (Rahai)
- 1985 — «Хризантемы» (Golha-ye Davoudi)
- 1987 — «Осенью» (Payizan)
- 1991 — «Жертва» (Ghorbani)
- 1993 — «Тегеранская симфония» (Sanfoni-ye Tehran)
- 1999 — «Девушка в кроссовках» (Dokhtari ba kafsh-haye katani)
- 2002 — «Я – Таране, мне 15 лет» (Man, taraneh, panzdah sal daram)
- 2005 — «Аида, я видел твоего отца вчера вечером» (Dishab babat ra didam, Aida)
- 2008 — «Каждая ночь одиночества» (Har shab tanhayi)
- 2010 — «Жизнь с закрытыми глазами» (Zendegi ba cheshman-e baste)
- 2012 — «В ожидании чуда» (Dar entezar-e mo'jezeh)